# Park Leonarda da Vinci we Wrocławiu
Park Leonarda da Vinci we Wrocławiu – park w zachodnim Wrocławiu, na Gądowie Małym, położony pomiędzy blokami w kwartale ulic Drzewieckiego, Bajana, Hynka i bulwaru Dedala.
Park ma powierzchnię 2,44 hektara i powstał w 1977, początkowo tylko jako część osiedla. Nawiązuje do lotniczej przeszłości tego rejonu (port lotniczy Gądów Mały i plac musztry znajdujące się dawniej w tym miejscu) poprzez eksponowanie awiacyjnych pomysłów Leonarda da Vinci. Od lat 70. XX wieku zrealizowano tylko część zabudowy, np. czytelny jest układ bulwarów Ikara i Dedala, wielopoziomowego ruchu kołowego i pieszego oraz bloków mieszkalnych z rozległymi podwórzami. Pomysł na obecną formę parku powstał w 2017 z inicjatywy mieszkańców z Grzegorzem Szorstkim na czele. Inicjatywę wsparło Studenckie Koło Naukowe w Instytucie Architektury Krajobrazu na Uniwersytecie Przyrodniczym we Wrocławiu. Koncepcję projektową do budżetu obywatelskiego na rok 2018 przygotowały Danuta Biedroń i Anna Freus. Pomysł przyjęto i zrealizowano w postaci parku z połączonymi ze sobą układami kolistych alejek. Projekty szczegółowe opracowała Margareta Jarczewska. Obiekt jest na bieżąco rozbudowywany.
Na terenie zieleńca znajdują się m.in. rzeźba człowieka witruwiańskiego, adaptacje dzieł Leonarda da Vinci i urządzenia nawiązujące do jego wynalazków (maszyny latające, huśtawka-wahadło), siłownia, tunel wierzbowy, miejsce na grillowanie.
Park zajmuje środek planowanego od lat 70. XX wieku zielonego korytarza wschód-zachód, przecinającego całe osiedle, od parku Gądowskiego, przez kościół Miłosierdzia Bożego, skwer ks. Leszka Jabłońskiego do kościoła św. Maksymiliana Kolbego. Jego układ jest nieregularny, wyznaczony przez bloki z różnych lat (od 70. XX wieku do XXI wieku). Aleje (w miejscu wcześniej istniejących przedeptów) tworzą ronda lub koliste skrzyżowania z pergolami i ławkami. Po wschodniej stronie znajduje się niewielkie wzniesienie, prawdopodobnie powstałe z ziemi wybranej pod fundamenty osiedla Gądów Mały.